# Google-optimalizálás
A Google optimalizálás a Google kereső számára történő tartalmi megfelelés és ezáltal történő előrébb sorolás a Google keresőben.
A Google optimalizálás a keresőoptimalizálás szakterületeként az egyik legnagyobb számú felhasználói csoportot foglalja magába. A keresőoptimalizálás szakmai területén belül egy külön fő szakmai ág. A világ legnagyobb internetes tartalmi keresője a Google. A Google kereső szolgáltatás szisztematikus sorrendszerében a találati helyezések határozzák meg azt a piacképességet, melyet a Google rangsorol saját fontossági szisztémája szerint.
A Google rendszerében a keresőtalálatok sorrendje az adott oldalak tartalmi minőségétől és a témában mutatott, értékelhető tartalmától függ. A keresési találatok között bal oldalon jelenik meg általában 1-10 sorszám alatti első oldalon az első 10 legfontosabb, az adott kulcsszóra jellemző oldal, a kereső jobb oldali és keresési találatok feletti részében pedig az ún. AdWords (2018 júniusától Google Ads) hirdetési találatok jelennek meg. A Google Adwords a Google hirdetési szolgáltatása, melyet regisztráció és díjfizetés ellenében vehet igénybe a felhasználó. A rendszert bárki használhatja, ha betartja a szabályait.
Az interneten egyre többen kereskedelmi vagy kommunikációs céllal teszik közkincsé weboldaluk tartalmát. Ennek a tartalomnak a Google keresőben történő előre sorolása, jobb helyezése mint szakmai presztízst jelent, és még többeknek anyagi érdekét szolgálja. A Google rendszeréhez optimalizált weboldal nagyobb értéket és népszerűséget jelent. Ezt az értéket azzal éri el a weboldal tulajdonosa, hogyha tartalmilag igényes weboldalát rendszeresen karbantartja, és odafigyel arra, hogy az ún keresőtalálatok nagyszámú kulcsszókészletre legyenek optimalizálva. 
A Google optimalizálás bevételteremtő hatása abban mutatkozik meg, hogy az egyre több használati területen bemutatkozó Google rendszeréhez a napi aktualitású adatok ismeretében valóban tartalmas oldalakkal az optimalizáló jobb helyezés elérését eszközöli szakmai munkájával.